# Хохловское сельское поселение (Пермский край)
Хо́хловское се́льское поселе́ние — упразднённое муниципальное образование в Пермском районе Пермского края Российской Федерации.
Административный центр — деревня Скобелевка.

## История
Образовано в 2004 году. Упразднено в 2022 году в связи с преобразованием Пермского муниципального района со всеми входившими в его состав сельскими поселениями в Пермский муниципальный округ.

## Население
| 2010  | 2012  | 2013  | 2014  | 2015  | 2016  | 2017  |
| ----- | ----- | ----- | ----- | ----- | ----- | ----- |
| 1315  | ↘1313 | ↗1328 | ↘1315 | ↘1298 | ↗1315 | ↗1317 |
| 2018  | 2019  | 2020  | 2021  |       |       |       |
| ↘1312 | ↗1319 | ↗1354 | ↗1355 |       |       |       |

## Населённые пункты
В состав сельского поселения входили 16 населённых пунктов.
| №  | Населённый пункт | Тип     | Население |
| -- | ---------------- | ------- | --------- |
| 1  | Верхняя Хохловка | деревня | 4         |
| 2  | Гари             | деревня | 2         |
| 3  | Глушата          | деревня | 40        |
| 4  | Гора             | деревня | 11        |
| 5  | Загришинское     | деревня | 28        |
| 6  | Заозерье         | деревня | 62        |
| 7  | Карасье          | деревня | 7         |
| 8  | Мишурна          | деревня | 19        |
| 9  | Мысы             | деревня | 48        |
| 10 | Сибирь           | деревня | 16        |
| 11 | Скобелевка       | деревня | 1005      |
| 12 | Сухая            | деревня | 6         |
| 13 | Тупица           | деревня | 29        |
| 14 | Хохловка         | село    | 12        |
| 15 | Христофоровка    | деревня | 22        |
| 16 | Ширпы            | деревня | 4         |